# Xylion securifer
Xylion securifer là một loài bọ cánh cứng trong họ Bostrichidae. Loài này được Lesne miêu tả khoa học năm 1901.